# Jean-Baptiste Vence (1729-1790)
Pour les articles homonymes, voir Jean-Baptiste Vence et Vence.
Jean-Baptiste Vence (né le 1er février 1729 à Marseille et mort dans la même ville le 22 octobre 1790) est un capitaine de navire, corsaire, négociant et armateur français.

## Biographie
Jean-Baptiste Vence est baptisé le 1er février 1729 à Marseille en l'église Saint-Laurent de Marseille. Son père Nicolas (1697-1771), ancien capitaine de vaisseau marchand, devient armateur et intendant de la Santé à Marseille, possédant des exploitations sucrières à Saint-Domingue et participant avec la famille Clary à la fabrication de savon à Marseille ; sa mère, Marie Caudière, est issue d'une vieille famille de juristes et de marins de la bourgeoisie de Martigues, dont est issu notamment Paul Caudière. Par sa mère, il est également le cousin de Jean-Joseph Rigordy et de Joseph Roux. Son frère cadet, Jean Gaspard de Vence (1747-1806), sera corsaire, amiral et le premier préfet maritime de Toulon.
Formé à la mer, il devient capitaine de navire et de navire corsaire. Durant la guerre de Sept Ans, l'armateur marseillais Fesquet lui confie le commandement de la Pallas, frégate de 14 canons avec un équipage de 86 hommes. Partant de la baie de Cadix le 2 septembre, il navigue en direction de Saint-Domingue. Le 4 octobre, il croise un corsaire anglais, de 16 canons et 130 hommes, qu'il prend en chasse et coule le lendemain après plusieurs heures de combat. Avec une frégate chargée de marchandises, prévoyant qu'il aurait affaire à d'autres corsaires avant d'arriver à Saint-Domingue, il se trouve dans l'impossibilité d'amariner le vaisseau anglais et de recevoir un grand nombre de prisonniers. Le 7 au matin, il essuie un nouveau combat face à un navire supérieur au sein, qu'il arrive à faire reculer en prolongeant sa civadière pour l'aborder et en lui tirant une décharge. Le lendemain, il soutient avec succès un nouveau combat contre deux corsaires anglais à la fois, durant lequel il est blessé. Alors qu'il est sur le point d'entrer dans la baie de Monte-Cristo pour se sauver, il se trouve à portée d'un vaisseau de guerre anglais de 60 canons et d'un brigantin de 16 canons et 110 hommes d'équipage, qui étaient en mouillage. Il réussit à éloigner le brigantin après lui avoir lâché sa bordée, mais se retrouve barré par quatre nouveaux corsaires. Les Anglais prenant le dessus, le navire de Vence, qui perd beaucoup de sang de sa blessure, finit par se rendre. Le commandant anglais, touché par la valeur et la situation de Vence, le fait soigner, lui rend tout ce qui lui appartenait et adresse une lettre d'éloges à son sujet au chef d'escadre français Guy François de Kersaint. Il reçoit du roi Louis XV une épée d'honneur pour sa bravoure dans ses combats corsaires,.
La Chambre de commerce de Marseille écrit à son sujet : « Il a mérité les plus grands éloges pour les marques de valeur qu'il a données en remplissant la destination qu'il avait pour Saint-Domingue ; après avoir soutenu plusieurs combats dont il s'était tiré avec autant de succès que de bravoure, il tomba à son atterrage à Saint-Domingue au milieu d'une douzaine de corsaires parmi lesquels il y avait trois vaisseaux de guerre ; il se battit contre plusieurs de ces corsaires et fut enfin obligé de se rendre à l'un des vaisseaux de guerre de 60 canons ».
Négociant et armateur notable de Marseille, il est l'un des douze membres du Comité de correspondance nommé par les négociants,. Ses affaires se concentrent principalement avec Saint-Domingue et la Régence d'Alger.
Le 13 juin 1763, à Croix-des-Bouquets (Saint-Domingue), il épouse Marie Adélaïde Gautier (ou Gantier), fille de Jean-Baptiste Gautier, propriétaire à Saint-Domingue, et de Marie Bernard, ainsi que nièce du propriétaire du château de Voinsles. D'où : 
- Marguerite-Adélaïde, épouse de Jean Antoine Hilarion Bouge. Directeur de l’hôpital général des enfants abandonnés et orphelins de Marseille en 1790, il émigre en Sicile en 1792 et ne rentre en France qu'en 1805. Il devient un important négociant à Messine et Palerme, associé notamment à Jean-François Aubert, François Plegat, puis Jean Caillol et Nicoud, et connaîtra bien les futurs évêques de Marseille Fortuné et Eugène de Mazenod, émigrés à Palerme également. Favorable au retour des Bourbon, il reçoit la Légion d'honneur et la décoration du Lys en 1814 sous la Restauration. Il était le fils de Nicolas Bouge, lieutenant du premier chirurgien du roi, et le grand-oncle d'Auguste Bouge.
- Marie-Agathe (1767-1825), épouse du négociant Jean- François Charles Camoin. Grands-parents de Charles-Émile Camoin de Vence et de Charles Vincens
- Nicolas Jean-Baptiste Joseph Vence (1771-1793), un des chefs des insurrections fédéralistes en Provence[9]. Mort guillotiné, sa mère tentant en vain de lui sauver la vie, vint supplier Albitte pour demander la grâce de son fils en offrant à la République en contrepartie 800 000 livres de sa dot[10].
- François (1774), sert dans la Marine sous les ordres de son oncle

En février 1770, son navire La Croix des Bouquets, dont il avait confié le commandement au capitaine André Denis Jauffret, de La Ciotat, et qui est affrété par Meiffrun pour charger du blé à Arzew, fait naufrage.
En relations avec le ministre Boynes, dont la seconde épouse est native de Saint-Domingue, il passe des dîners chez lui, agit comme intermédiaire sur les questions relatives à Saint-Domingue et y défend certains de ses intérêts

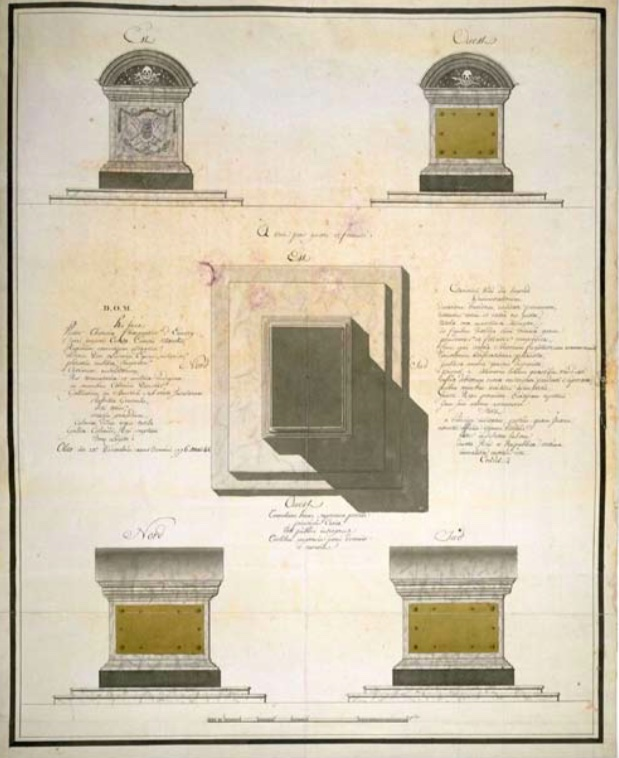
Dessin original du mausolée du comte d'Ennery à Port-au-Prince, que Jean-Baptiste Vence commande au sculpteur Dominique Fossati.

Il commande au sculpteur Fossaty, présent à Marseille, le mausolée érigé à Port-au-Prince en hommage au gouverneur Victor-Thérèse Charpentier. Après son exécution, il l’expose pendant quinze jours à la curiosité publique,.
Il est membre du Comité colonial de Saint-Domingue.
Mort le 22 octobre 1790 à Marseille, il est inhumé en la collégiale Notre-Dame-des-Accoules. Son épouse et ses enfants feront partie des colons réfugiés à la suite de l'indépendance de Saint-Domingue.